# Bactéries filamenteuses segmentées
Les bactéries filamenteuses segmentées (SFB, pour Segmented Filamentous Bacteria) sont des bactéries Gram positives apparentées au genre Clostridium et présentes dans la flore intestinale de nombreuses espèces,,. Elles ont été décrites pour la première fois en 1849 par Joseph Leidy. Les bactéries filamenteuses segmentées colonisent la partie terminale de l'iléon au moment du sevrage et jouent un rôle important dans l'induction post-natale de la réponse immunitaire intestinale,.

## Taxonomie
Le nom de Candidatus Arthromitus a été suggéré pour désigner les bactéries filamenteuses segmentées, des bactéries de morphologie similaire ayant été observées dans l'intestin des arthropodes,. Cependant, une étude génétique indique que ces bactéries sont distinctes, les bactéries filamenteuses segmentées étant apparentées à la famille des Clostridiaceae alors que Candidatus Arthromitus est apparentée à la famille des Lachnospiraceae. La difficulté de caractériser les bactéries filamenteuses segmentées est liée à l'impossibilité, durant une longue période, de cultiver et d'étudier ces bactéries in vitro ; de premières études  "in vitro" apparaissent en 2015.
.

## Effets sur la réponse immunitaire
Le développement du système immunitaire intestinal débute avant la naissance mais augmente au cours de la colonisation par la flore intestinale. Ce phénomène a été largement étudié à l'aide de souris dépourvues de flore intestinale (souris axéniques) pouvant être colonisées artificiellement par une flore dont la composition est plus ou moins connue. Or la colonisation de souris axéniques uniquement par des bactéries filamenteuses segmentées a des effets sur le système immunitaire qui sont comparables à ceux observés à la suite de la colonisation par une flore microbienne complète,. Ces effets concernent notamment l'induction d'une forte production d'IgA et une activation des cellules du système immunitaire inné et adaptatif,. Les bactéries filamenteuses segmentées ont également un rôle important dans l'induction de la réponse Th17,, qui est particulièrement élevée dans l'intestin à l'état de base.